# 飛行力學
飛行力學（Flight mechanics）是描述航空器於空中運動方式及力學的學科，屬於空气动力学。航空器可以是固定翼（例如滑翔機、飛機）或是旋轉翼（例如直昇機）。依照ICAO 9110號文件的定義，航空器（Aeroplane，美國稱為Airplane）是「一個有動力、比空氣重的飛行器，因為其表面飛行力學的作用而產生升力，而升力在特定飛行條件下為大致固定的值」。